# Deuterotinea
Deuterotinea is een geslacht van vlinders uit de onderfamilie Eriocottinae van de familie Eriocottidae. De wetenschappelijke naam van het geslacht is voor het eerst geldig gepubliceerd in 1901 door Hans Rebel.

## Soorten
- Deuterotinea auronitens
- Deuterotinea axiurga
- Deuterotinea balcanica
- Deuterotinea casanella
- Deuterotinea decoratella
- Deuterotinea instabilis
- Deuterotinea longipennis
- Deuterotinea macropodella
- Deuterotinea nervatella
- Deuterotinea palaestinensis
- Deuterotinea paradoxella
- Deuterotinea stschetkini
- Deuterotinea tauridella